# Dave Smith (ingenieur)
Dave Smith (San Francisco, 2 april 1950 – Detroit (Michigan), 31 mei 2022) was een Amerikaans ingenieur en ondernemer. Hij stond aan de wieg van de Prophet 5, de eerste polyfone synthesizer, en hielp bij de ontwikkeling van MIDI begin jaren 1980.

## Carrière
Smith studeerde in de jaren 1960 aan de Universiteit van Californië - Berkeley en behaalde daar een graad in informatica en elektrotechniek. In 1972 kocht hij een Minimoog en bouwde kort daarna zijn eigen analoge sequencer.
In 1974 richtte Smith zijn eigen bedrijf op, genaamd Sequential Circuits. In 1978 kwam zijn eerste zelf-ontworpen polyfone synthesizer uit, de Prophet 5. Dit was de eerste microprocessor-gebaseerde synthesizer. Het instrument werd zeer populair onder muzikanten en is te horen op vrijwel elke plaat uit 1980.
Smith bedacht in 1981 een protocol voor onderlinge communicatie tussen verschillende merken synthesizers, dat in 1983 werd vastgelegd als MIDI.
In 1987 verkocht hij Sequential Circuits aan Yamaha om hiermee een faillissement te voorkomen. Smith werkte daar verder op de onderzoeksafdeling aan physical modelling-klanksynthese.
Hij startte in 1989 een onderzoeksafdeling voor Korg, waar hij onder andere werkte aan de ontwikkeling van de Korg Wavestation.
In 1994 werkte hij aan de eerste softwaresynthesizer voor Intel. De tweede generatie werd gelicenseerd aan Creative Labs in 1996 en verkocht meer dan 10 miljoen keer.
In 2002 startte hij zijn eigen bedrijf, Dave Smith Instruments, dat is gevestigd in een kleine werkplaats in San Francisco. Hier werkte hij verder aan nieuwe synthesizers, zoals de Prophet 12, Tetra, Tempest, en de Prophet 08. In januari 2015 kreeg Smith de gebruiksrechten van de merknaam Sequential weer terug van Yamaha.
Smith bleef zich bezig houden met de ontwikkeling van nieuwe synthesizers tot zijn dood op 72-jarige leeftijd. Hij kreeg een hartaanval tijdens het bijwonen van het elektronische muziekfestival Movement. Op 31 mei 2022 overleed hij aan de complicaties hiervan in een ziekenhuis in Detroit.

## MIDI
Toen elektronische keyboards en synthesizers populair werden in de jaren 70 en 80 kwam Smith erachter dat deze instrumenten onderling niet met elkaar konden communiceren. Samen met de fabrikanten Roland, Yamaha, Korg, en Kawai werd de MIDI-standaard bedacht. Hij wilde de techniek vrijgeven zonder licentiekosten om hiermee de implementatie door zoveel mogelijk fabrikanten te bevorderen.
In 1983 werd tijdens de NAMM Show de werking van MIDI voor het eerst in de praktijk gedemonstreerd toen een Prophet-600 werd verbonden met een Roland Jupiter-6.
Smith wordt door zijn grote inzet voor de standaard ook wel beschouwd als de "vader van MIDI".

## Prijzen en nominaties
- In 1987 werd Smith benoemd tot lid van de Audio Engineering Society (AES) voor zijn werk aan muzieksynthese.[10]
- In 2005 werd hij ingewijd in de erehal van de Mix Foundation TECnology voor zijn werk aan de MIDI-specificatie.[11]
- In 2013 ontving Smith samen met Ikutaro Kakehashi een technische Grammy Award voor zijn grote bijdrage aan de ontwikkeling van de MIDI-technologie.[12]